# Elezioni parlamentari in Estonia del 1995
Le elezioni parlamentari in Estonia del 1995 si tennero il 5 marzo per il rinnovo del Riigikogu. In seguito all'esito elettorale, Tiit Vähi, espressione del Partito della Coalizione Estone, divenne Primo ministro; nel 1997 fu sostituito da Mart Siimann, esponente dello stesso partito.

## Risultati
| Liste                                                                    | Voti    | %     | Seggi |
| ------------------------------------------------------------------------ | ------- | ----- | ----- |
| Partito della Coalizione e Unione Popolare (EKE - EME - EML - EPPL - PK) | 174 248 | 32,23 | 41    |
| Partito Riformatore Estone                                               | 87 531  | 16,19 | 19    |
| Partito di Centro Estone                                                 | 76 634  | 14,17 | 16    |
| Unione Patria e ERSP (RKEI - ERSP)                                       | 42 493  | 7,86  | 8     |
| Moderati (ESDP - EMKE)                                                   | 32 381  | 5,99  | 6     |
| La Nostra Casa è l'Estonia (EÜRP - VEE)                                  | 31 763  | 5,87  | 6     |
| A Destra (VKRE)                                                          | 27 053  | 5,00  | 5     |
| Estonia Migliore - Cittadini Estoni                                      | 19 529  | 3,61  | –     |
| Partito del Futuro Estone                                                | 13 907  | 2,57  | –     |
| Giustizia (EDTP)                                                         | 12 248  | 2,27  | –     |
| Partito dei Contadini Estoni                                             | 8 146   | 1,51  | –     |
| Alleanza elettorale "Quarta Forza" (ERP - ER)                            | 4 377   | 0,81  | –     |
| Unione di Centro Nazionalista Estone                                     | 3 477   | 0,64  | –     |
| Partito della Foresta                                                    | 3 239   | 0,60  | –     |
| Partito Blu Estone                                                       | 1 913   | 0,35  | –     |
| Unione Democratica Estone                                                | 316     | 0,06  | –     |
| Candidati individuali                                                    | 1 444   | 0,27  | –     |
| Totale                                                                   | 540 699 | 100   | 101   |